# Liste des commanderies templières dans les Abruzzes
Cette liste recense les anciennes commanderies et maisons de l'Ordre du Temple dans les Abruzzes, région d'Italie.

## Histoire et faits marquants

Blason de l'Abruzze citérieure

Blason de l'Abruzze ultérieure

Au XIIe siècle, la région actuelle des Abruzzes faisaient partie du royaume de Sicile. 
En 1222, Frédéric II de Hohenstaufen détruit Celano, et réunit 7 anciennes circonscriptions administratives lombardes en une seule province, les Abruzzes, ayant Sulmona pour capitale. Il y fonda la ville L'Aquila, et entreprit d'importants travaux d'infrastructure. Par les Constitutions de Melfi, il transforma en 1233 les Abruzzes en district administratif (Giustizierato d'Abruzzo).
La célèbre bataille de Tagliacozzo citée par Dante, eut lieu en 1268 entre Gibelins et Angevins : Conrad de Souabe héritier direct de la couronne de Sicile y fut défait par Charles Ier d'Anjou, qui prend ses fonctions de nouveau roi de la Sicile et donne naissance à la nouvelle dynastie angevine en Sicile.
En 1273, Charles Ier divise la circonscription d'Abruzze en deux provinces : l’Abruzze citérieure et l’Abruzze ultérieure.
L'histoire des templiers dans cette région est très peu documentée excepté la période du procès dont les documents sont conservés aux archives secrètes du Vatican.
Certains historiens ont avancé l'hypothèse que le pape Nicolas IV avait confié en 1290 la garde de la forteresse de Scurcola Marsicana à un templier, le frère Nicolas qui était son cubiculaire et son notaire. Mais l'acte daté du 4 novembre mentionne une place forte du nom de Sancte Marie de Sculcula qui faisait partie du château de Monte Cretaccio dans la région des Marches (près de San Benedetto del Tronto) et il s'agit vraisemblablement d'une homonymie de toponyme,.
Un document datant de 1308 dans les archives du royaume de Naples atteste de biens leur ayant appartenu à « Castelluccio », Monteodorisio, « San Salvatore » et « Pennaluce »,. Il s'agit d'un acte de Robert d'Anjou dans lequel il nomme des administrateurs pour les propriétés confisquées au nom du Pape à la suite de l'arrestation des templiers. Un autre document daté de 1320 indique que ce sont les moines cisterciens de Santa Maria della Vittoria (Scurcola Marsicana) qui acquirent une partie des biens de l'ordre, notamment ceux situés entre Gioia dei Marsi et Pescasseroli (San Nicola del Tempio),. Même les actes et chartes relatifs aux hospitaliers pendant le XIVe siècle à la suite de la dévolution des biens de l'ordre du Temple ne permettent pas d'identifier les anciens biens du Temple.

## Possessions templières
* château ⇒ CH, baillie (Commanderie principale) ⇒ B, Commanderie ⇒ C, Fief ⇒ F, Hospice ⇒ H,
 Maison du Temple aux ordres d'un précepteur ⇒ M,  = Église (rang inconnu)
| Rang | Etablissement              | Ville actuelle (ou à proximité)      | Observations | Début présence templière |
| ---- | -------------------------- | ------------------------------------ | --- | ------------------------ |
| M    | San Nicola di Castelluccio | Atessa, quartier du « Castelluccio » | , | 1173                     |
| M    | San Salvatore de Linari    | Vasto, Nord-ouest                    | À proximité du quartier de Villa San Pietro Linari, faisait partie du diocèse de Chieti ,                                |                          |
| ?    | Monteodorisio              | Monteodorisio                        | Des biens à proximité de la rivière Asinelio (Sinello),. Ne devient une commanderie qu'à l'époque hospitalière           | ?                        |
| M    | Pennaluce                  | Vasto, « Punta Penna »               | Penna Luce, citée médiévale disparue proche du phare de Punta Penna , 42° 10′ 14″ N, 14° 42′ 54″ E                       | ?                        |
| M    | San Nicola del Tempio      | Gioia dei Marsi                      | Située sur la commune de Gioia mais beaucoup plus proche de Pescasseroli que de ce village. 41° 52′ 02″ N, 13° 46′ 02″ E | ?                        |

| Localisation dans les Abruzzes (Liens vers les articles correspondants)                                                                         |
| --- |
| \| Molise Latium Ombrie Les Marches S. Nicola · di Castelluccio Monteo · -dorisio Pennaluce San Nicola · del Tempio S. Salvatore · de Linari \| |
| Molise Latium Ombrie Les Marches S. Nicola · di Castelluccio Monteo · -dorisio Pennaluce San Nicola · del Tempio S. Salvatore · de Linari       |

### Possessions douteuses ou à confirmer
Ci-dessous une liste de biens pour lesquels l'appartenance aux templiers n'est pas étayée par des preuves historiques:
- Église Saint-Jean-Baptiste de Penne(chiesa di San Giovanni Battista), qui appartient à l'ordre souverain de Malte. Ancienne possession des templiers ?
- Monastère Sainte-Marie de « Borgonovo » à Penne également[N 7].
- Maison du Temple de Pescasseroli, existence supposée. Ce pourrait être la même maison que San Nicola del Templo, plus au nord en direction de Gioia dei Marsi[11].
- domus de Pescara[12]
- Église et maison de « Santa Maria del Ponte » (it)[13], ancien bourg médiéval sur la commune de Tione degli Abruzzi
- Scurcola Marsicana[1], selon une charte datant de 1290[14], le toponyme Sculcula se rapportant à Scurcola mais d'après Nadia Bagnarini, il s'agit d'une erreur de toponyme[15].